# 安德烈斯·普姆普尔
安德烈斯·普姆普尔（1841年9月22日—1902年7月6日），拉脱维亚作家、新闻工作者，生于俄羅斯帝國统治下的拉脱维亚，曾经历1877年至1878年发生的俄土戰爭。在文学领域，普姆普尔是拉脫維亞民族浪漫主義文学的代表作家，其最重要的作品是史詩《拉奇普列西斯》。

## 生平
普姆普尔於1841年9月22日生于俄罗斯帝国利沃尼亚省利耶爾柳姆普拉瓦教區（今拉脱维亚奧格雷市鎮），他早年在家乡所在教区的学校就读，直到1856年毕业，毕业后，他跟随父亲前往立陶宛的一个庄园从事酿酒工作。回到拉脱维亚後，普姆普尔在伦巴特庄园担任莊園測量員的學徒，之后又在尤穆尔达、卡特琳娜、埃尔格利、陶鲁佩等地擔任助理測量員，在担任土地測量員期间，他結識了進步的拉脫維亞民主知識分子，并开始创作讽刺诗歌。1872年至1874年，普姆普尔在尤穆爾達莊園担任經理和林務員，在尤穆尔达担任经理期间，他也参加了拉脫維亞第一届歌舞大賽，並結識了民族運動思想家阿季斯·克龙瓦尔德、奥塞克利斯等人，這为其日后投身民族文学创作奠定了基础。
1874年，普姆普尔进入记者里哈德斯·湯姆森斯的工廠擔任經理，同时與貝恩哈德斯·迪里基斯合伙经营了书店，1876年8月，由於經濟困難，普姆普尔前往莫斯科，加入一支志願軍團，担任军队的地形测量员，並随军奔赴塞尔维亚战场，旨在為受到土耳其攻击的塞尔维亚军提供支援，但抵达前线後，俄罗斯已经與鄂圖曼帝國签署停战协议，志愿军团因此无功而返。之后，普姆普尔留在军队服役，並进入敖德萨军校深造。离开军校後，普姆普尔先後在拉脫維亞、愛沙尼亞和立陶宛境內服役，1890年，他晉升為上尉參謀，1896年，普姆普尔被調往陶格夫匹爾斯的軍需處，負責俄军部隊後勤支援，並曾随军远征高加索、中亞等地，1901年，普姆普尔在從中國旅行返國後病重，於1902年7月逝世，安葬于里加市区的大公墓。
普姆普尔在近现代的拉脱维亚受到尊敬，拉脱维亚苏维埃社会主义共和国曾於1961年发行印有其肖像的邮票，以纪念其诞生120周年，现代拉脱维亚也曾发行纪念邮票，在利耶爾瓦爾德有以他命名的博物馆，一些城市还有以他命名的街道及雕像。

## 作品
普姆普尔的文学作品以诗歌为主，其作品多歌颂拉脱维亚民族对于自由的渴望，亦挞伐权贵及为富不仁者，代表作为史詩《拉奇普列西斯》（或称《猎熊者》），著於1872至1888年间，共分为6章，其以拉脱维亚13世纪传说中的英雄人物拉奇普列西斯为主角，叙述了拉奇普列西斯领导拉脱维亚人民反抗德国奴隶主和骑士团，最终令拉脱维亚脱离异族奴役的故事，其创作受到了芬兰《卡勒瓦拉》、爱沙尼亚《卡列維波埃格》及波罗的海德意志人作家加列布·梅克爾作品的影响，其在内容上突破了民間傳說素材本身的象徵意義和意識形態意義，巩固了正在形成的拉脱维亚民族意识，並被视为拉脱维亚的民族史诗，《告訴我，道加瓦河》（Stasti manim, Daugavina）是他的另一部代表诗歌，其具有民歌的參差不齊、內容粗犷特点，这些作品皆为拉脱维亚近现代文学风格的形成产生了深远影响。